# Tangvayosaurus
Tangvayosaurus war ein sauropoder Dinosaurier aus der Gruppe der Titanosauria, der in der frühen Kreidezeit (Aptium oder Albium) im Gebiet des heutigen Laos lebte. 
Diese Gattung ist durch zwei Teilskelette bekannt, die aus den Gesteinsschichten der Grès-supérieurs-Formation aus der Provinz Savannakhet stammen. Tangvayosaurus wird auf etwa 15 Meter Länge geschätzt. Das Tier ist nach der Typlokalität Tang Vay in Laos benannt, dem Fundort des Holotyps.

## Merkmale und Gültigkeit
Die Gültigkeit von Tangvayosaurus ist noch umstritten, da sämtliche von den Erstbeschreibern (Allain et al.) aufgeführten gattungsspezifischen Merkmale (Autapomorphien) auch bei anderen Sauropoden, insbesondere bei anderen Titanosauriern vorhanden waren. Es existiert also kein Alleinstellungsmerkmal, das eine eigene Gattung rechtfertigen würde – die Gattung wird aber für gewöhnlich dennoch anerkannt, da sie sich deutlich von Phuwiangosaurus unterscheidet, dem einzigen anderen Titanosaurier der frühen Kreide Südostasiens. Bisher wurden die Verwandtschaftsbeziehungen von Tangvayosaurus nicht genauer untersucht, das Tier wird aber meistens als primitiver Titanosaurier geführt, da es sich durch bestimmte anatomische Merkmale wie ein kurzes, breites Ischium ein Fehlen von procoelen (auf der Vorderseite konkaven) Schwanzwirbeln auszeichnet.
Bisher ist lediglich die Art Tangvayosaurus hoffeti bekannt. Zwar beschrieb Allain et al. eine weitere Art anhand eines vollständigen und drei unvollständigen Femora (Oberschenkelknochen) aus Muong Phalane als Tangvayosaurus falloti, diese Zuordnung wird aber angezweifelt, da die Femora keine einzigartigen Merkmale (Autapomorphien) aufweisen, also nicht diagnostizierbar sind. Die Femura wurden zuvor bereits dem Titanosaurus zugeschrieben (als Titanosaurus falloti).

## Funde

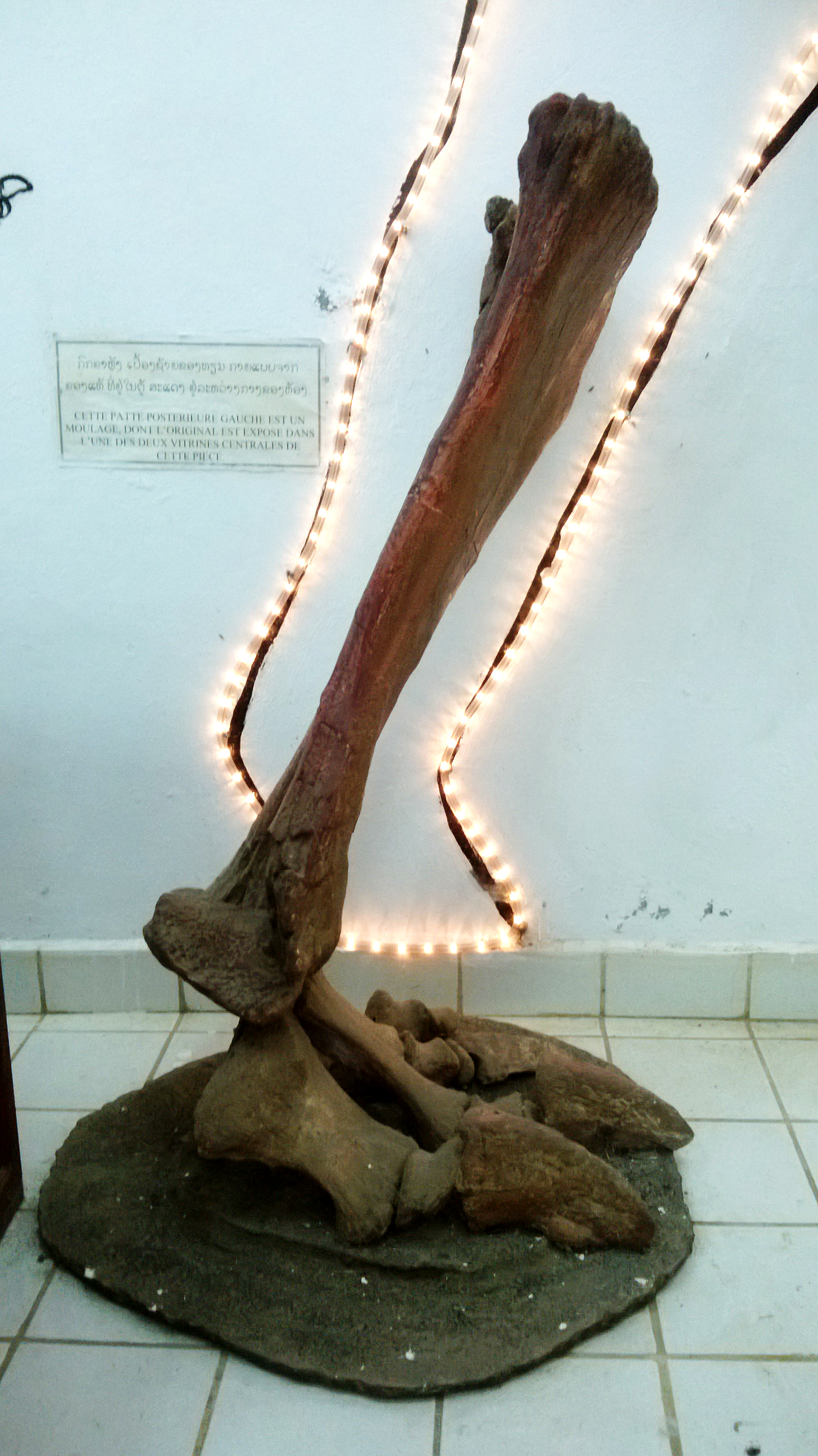
Fuß- und Beinknochen von Tangvayosaurus

Die Skelettfunde waren teilweise im anatomischen Verbund und stammen aus den beiden Fundorten Tang Vay 2 und Tang Vay 4, heute werden die Fossilien im Musée des Dinosaures in Savannakhet unter den Inventarnummern TV4-1 bis TV4-36 aufbewahrt. Bei den Sedimentgesteinen, aus denen die Knochen stammen, handelt es sich um rötliche Schluffsteine und Tonsteine, die aus fluvialen Ablagerungen (Flussablagerungen) stammen.
In Tang Vay 2 wurden 38 Schwanzwirbel, ein Halswirbel, Chevrons, ein Mittelhandknochen und verschiedene Elemente der Hinterbeine gefunden, darunter das distale Ende des Femurs, die Tibia (Schienbein), die Fibula (Wadenbein), der Astragalus (Sprungbein), drei Mittelfußknochen und neun Zehenknochen. Aus Tang Vay 4 stammt der vollständige rechte Femur, Beckenknochen (beide Pubis und beide Ischia), Wirbel (der erste Schwanzwirbel, vordere Rückenwirbel), Rippen und das untere Ende des Humerus (Oberarmknochen).